# Bruchhausen-Vilsen
Pour les articles homonymes, voir Bruchhausen.
Bruchhausen-Vilsen est une municipalité allemande du land de Basse-Saxe et l'arrondissement de Diepholz.

## Histoire
| Appartenances historiques Comté de Hoya 1189-1345 Comté de Hoya-Nienburg 1345-1497 Comté de Hoya 1497-1582 Principauté de Lunebourg 1582-1705 Électorat de Brunswick-Lunebourg 1705-1807 Royaume de Westphalie 1807-1811 Empire français (Bouches-du-Weser) 1811-1814 Royaume de Hanovre 1814-1866 Royaume de Prusse (Province de Hanovre) 1866-1918 République de Weimar 1918-1933 Reich allemand 1933-1945 Allemagne occupée 1945-1949 Allemagne 1949-présent |